# Seia, São Romão e Lapa dos Dinheiros
Seia, São Romão e Lapa dos Dinheiros (oficialmente: União das Freguesias de Seia, São Romão e Lapa dos Dinheiros) é uma freguesia portuguesa do município de Seia, com 53,8 km² de área e 8705 habitantes (censo de 2021). A sua densidade populacional é 161,8 hab./km².

## História
Foi criada aquando da reorganização administrativa de 2012/2013, resultando da agregação das antigas freguesias de Seia, São Romão e Lapa dos Dinheiros.

## Demografia
A população registada nos censos foi:
| Distribuição da População por Grupos Etários | Distribuição da População por Grupos Etários | Distribuição da População por Grupos Etários | Distribuição da População por Grupos Etários | Distribuição da População por Grupos Etários | Distribuição da População por Grupos Etários |
| -------------------------------------------- | -------------------------------------------- | -------------------------------------------- | -------------------------------------------- | -------------------------------------------- | -------------------------------------------- |
| Antes da agregação                           |                                              |                                              |                                              |                                              |                                              |
| Ano                                          | 0-14 anos                                    | 15-24 anos                                   | 25-64 anos                                   | >= 65 anos                                   | Total                                        |
| 2001                                         | 1659                                         | 1533                                         | 5643                                         | 1587                                         | 10422                                        |
| 2011                                         | 1224                                         | 1016                                         | 5236                                         | 1903                                         | 9379                                         |
| Após a agregação                             |                                              |                                              |                                              |                                              |                                              |
| Ano                                          | 0-14 anos                                    | 15-24 anos                                   | 25-64 anos                                   | >= 65 anos                                   | Total                                        |
| 2021                                         | 973                                          | 817                                          | 4447                                         | 2468                                         | 8705                                         |

## Equipamentos
- Escola Secundária de Seia